# Mitrella dartevelli
Mitrella dartevelli là một loài ốc biển, là động vật thân mềm chân bụng sống ở biển trong họ Columbellidae.

## Miêu tả
Loài này có vỏ dài 9.5 mm

## Phân bố
Chúng phân bố ở Đại Tây Dương dọc theo Gabon.